# Chusquea sneidernii
Chusquea sneidernii là một loài thực vật có hoa trong họ Hòa thảo. Loài này được Aspl. mô tả khoa học đầu tiên năm 1939.